# 940E busz (Budapest)
A budapesti 940E jelzésű éjszakai autóbusz a Móricz Zsigmond körtér és a Kamaraerdei Ifjúsági Park között közlekedett 2015-től 2018-ig évente egyszer.

## Története
A járat évente egyszer közlekedett, elsődleges célja a Semmelweis Egyetem és a BME hallgatóinak szervezésében a Kamaraerdei Ifjúsági Parkban szeptember közepén tartott ökörsütés után a belvárosba szállítani a résztvevőket.
A busz első alkalommal 2015. szeptember 13-áról 14-ére virradó éjjel közlekedett.
2018-ban már csak a Móricz Zsigmond körtér felé szállított utasokat, Kamaraerdő felé üresen közlekedett.
A járat 2019-ben nem indult el, mert a rendezvényt a Kamaraerdő helyett a XVIII. kerületi Bókay-kertben rendezték meg.

## Útvonala
| Móricz Zsigmond körtér felé |
| --- |
| Kamaraerdei Ifjúsági Park vá. – Kamaraerdei út – Vasút utca – Repülőtéri út – Kőérberki út – Budaörsi út – Lapu utca – autópálya-bevezető – Budaörsi út – Ajnácskő utca – Hamzsabégi út – Bartók Béla út – Móricz Zsigmond körtér vá. |

## Megállóhelyei
| 0  | Kamaraerdei Ifjúsági Park végállomás |                                                |
| 0  | Kamaraerdei út 11.                   | 940                                            |
| 1  | Vasút utca                           | 940                                            |
| 2  | Repülőgépes Szolgálat                | 940                                            |
| 3  | Budaörsi repülőtér                   |                                                |
| 4  | Vitorlázó út                         |                                                |
| 4  | Örsöddűlő                            |                                                |
| 5  | Keserűvíz-forrás                     |                                                |
| 6  | Poprádi út                           | 940, 972, 972B                                 |
| 7  | Gazdagréti út                        | 908, 940, 972, 972B                            |
| 8  | Jégvirág utca                        | 908, 940, 972                                  |
| 9  | Sasadi út                            | 908, 940, 941, 972, 972B                       |
| 10 | Dayka Gábor utca                     | 908, 940, 941, 972, 972B                       |
| 11 | Ajnácskő utca                        | 908, 940, 941, 972, 972B                       |
| 11 | Kelenföldi autóbuszgarázs            | 908, 940, 941, 972, 972B                       |
| 12 | Karolina út                          | 907, 908, 918, 940, 941, 972, 972B             |
| 14 | Kosztolányi Dezső tér                | 907, 908, 918, 940, 941, 972, 972B             |
| 16 | Móricz Zsigmond körtér M végállomás  | 6 907, 908, 918, 940, 941, 960, 972, 972B, 973 |